# Дебрянський Влад
Дебрянський Володимир Михайлович (англ. Vlad DeBriansky, (* нар. 3 січня 1972 Калуш, Івано-Франківська область, Україна) — український і американський музикант, також композитор, продюсер. Працює в стилі «джаз», «блюз», «рок», «класика». Телевізійний продюсер, актор. Володіє: англійською, іспанською, польською, російською мовами. Засновник Американської музичної академії в Києві.

## Життєпис

### Родина
Народився у творчій родині. Батько  — Михайло Дебрянський, до 25 років працював театральним актором. Мати  — зубний лікар.

### Навчання
Після закінчення середньої школи в Калуші, вступив до Державного університету «Львівська політехніка», який згодом закінчив із відзнакою.
З дитинства вивчав джаз і класичну музику. В юності став членом українських гуртів «Forte», «Клуб шанувальників чаю» та «Loony Pelen», з якими записав пісні в українських та польських студіях.
З українським гуртом «Скрябін» поїхав на фестиваль до Німеччини на Дні незалежності Берліна.
У журналі New-York Time вийшла стаття про Володимира. На нього звернули увагу американці. Запросили приїхати на навчання до Berklee College of Music, Boston, USA.

### Американський період
У 1991 отримав запрошення музичної академії в Берклі, але треба було їхати своїм коштом. Потрібно було 700 доларів, на той час астрономічна сума. Збирав по друзях музикантах, серед яких була Руслана Лижичко.
1994 — навчався у коледжі Берклі, де брав уроки гри на гітарі у Джона Фінна та Нормана Цохера. Потім переїхав до Нью-Йорку, де вчився разом з Міком Штерном та Джоном Аберкромбі. У 1995-му жив у Нью-Йорку дуже скрутно, ночував на вулиці, працював на чорних роботах, чистив будинки від щурів. Врешті його касета була помічена менеджерами і йому запропонували співробітництво від Blue Note Records, GRP Records. Підписав контракт з Orpheus Music, співпраця тривала 10 років. У цей період Володимир переїхав до Каліфорнії.
У 2004 році випустив дебютний альбом «Vladosphere». Цей альбом та пісня Little Star заполонила американські радіостанції від Нью-Йорка до Лос-Анджелеса, досягнувши 4-ї позиції на американському чарті, випередивши таких зірок як Філ Коллінз або Ленні Кравіц. А наступний альбом «Sun In Capricorn» звучав на класичних музичних радіостанціях США і отримав номінацію Гремі.
Виступав у ролі продюсера та автора пісень з такими відомими артистами: Донна Саммер, Лорін Гіл, Кеті Перрі, Тоні Левін, Пет Мастелотто, Кінг Крімсон, Оріанті, Голлі Кнайт, Скейлер Джет, Біллі Шіхен, Джо Де Францеско, Рейні Сан, Найл Роджерс, Арно Лукас та багато інших.
У 2014 році формує гурт «Jacks Last Dollar» і записує новий альбом «Part I» в чартах піднявшись до #14 на iTunes blues e США.
У серпні 2016 року створbd цифровий альбом, який називається просто «Блюз» (Blues).

## Фільми та ТВ
Восени 2009 року канал History Chanel випустив серію «Ефект Нострдамуса: Армагедон Да Вінчі», де Володимир зіграв роль Да Вінчі.
За його словами від голлівудських режисерів часто отримує пропозиції знятися у ролі вампіра.

## Електромобілі
Є представником компанії електромобілів ZAP Automobiles.

## Соціальна та політична діяльність
Як представник музичного коледжу в Берклі заснував у Києві «Американську музичну академію». Школа пропонує сучасну музичну освіту, а також виробництво музики. Серед викладачів школи є відомі музиканти та музичні продюсери: Том Ротрок, Реджинальд Лав, Адам Джозеф, Джеррі Браун та інші.
Обіймаэ посаду в художній раді у справах молоді філармонійного оркестру в Нью-Йорку в Карнегі-холі.

## Дискографія
- Vlad (2016), Blues, Unis Records Artist/Composer/Producer
- Boom (2015), Kleesch, Unis Records
- Jacks Last Dollar (2014), II, Unis Records
- Jacks Last Dollar (2014), Part I, Unis Records
- Jack Spade (2013), Love In Vegas, Unis Records
- Ruslana (2013), My Boo (Together!), EMI Producer/Composer/Writer
- Vlad (2012), Tangled, Unis Records Artist/Composer/Producer
- Ruslana (2011), Wow, ShaLaLa, EMI Producer/Composer/Writer
- Jack Spade (2010), Silver Moon, Unis Records
- TFC (2010), Give Me A Scream, Tears Of Gods, EMI Producer/Composer/Writer
- Antonia Bennett (2010), Things We Do For Love, Knightlife Music Composer
- Vlad (2008), Sun In Capricorn, Orpheus Music Artist/Composer/Producer
- Vlad (2004), Vladosphere, Orpheus Music Artist/Composer/Producer
- Freddie Jackson (2000), Life After 30, Orpheus Music Producer/Composer
- Miki Howard (1997), Can't Count Me Out, Atlantic / Abili / Hush Entertainment Producer/Composer
- Ruslana (1996), In an Instant of Spring. Sonorous Wind, EMI
- Anzhelika Korshinska and Grav' Biser (17 листопада 1993), Anzhelika Korshinska, Studio Leva, процитовано 25 березня 2008
- Tea Fan Club (Club of Amateurs of Tea or Клуб Шанувальників Чаю) (1993), Mystery Mirror, TFC